# Fushë Çidhen
Fushë Çidhen là một xã trong quận Dibër thuộc hạt Dibër, Albania. Dân số năm 2005 là 4217 người.